# Xanthyris involuta
Xanthyris involuta är en fjärilsart som beskrevs av Max Joseph Bastelberger 1909. Xanthyris involuta ingår i släktet Xanthyris och familjen mätare. Inga underarter finns listade i Catalogue of Life.